# PGC 90632
LEDA/PGC 90632 ist eine Spiralgalaxie vom Hubble-Typ Sdm im Sternbild Perseus am Nordsternhimmel. Sie ist schätzungsweise 297 Millionen Lichtjahre von der Milchstraße entfernt und hat einen Durchmesser von etwa 20.000 Lichtjahren. Vom Sonnensystem aus entfernt sich das Objekt mit einer errechneten Radialgeschwindigkeit von näherungsweise 6.500 Kilometern pro Sekunde.

## Galaktisches Umfeld
| Nr. | Galaxie                 | Alternativname            | Rek          | Dek          | Distanz/asec |
| --- | ----------------------- | ------------------------- | ------------ | ------------ | ------------ |
| →   | LEDA/PGC 90632          | 2MASX J02423161+4159536   | 02h42m31.60s | +41d59m53.6s | 0            |
| 1   | LEDA/PGC 2192234        | 2MASX J02423533+4205312   | 02h42m35.35s | +42d05m31.1s | 339.02       |
| 2   | LEDA/PGC 10316          | UGC 2195                  | 02h43m31.13s | +41d56m16.2s | 698.32       |
| 3   | LEDA/PGC 2190989        | 2MASX J02434169+4201168   | 02h43m41.67s | +42d01m17.2s | 785.11       |
| 4   | 2MASX J02433496+4153418 | WISEA J024334.95+415342.2 | 02h43m34.97s | +41d53m42.1s | 798.64       |
| 5   | LEDA/PGC 2189350        | 2MASX J02435108+4155516   | 02h43m51.09s | +41d55m51.9s | 918.69       |